# Servicio Aéreo de la Guardia Civil
El Servicio Aéreo de la Guardia Civil, también conocido por su acrónimo SAER, es la unidad que gestiona y opera los medios aéreos de la Guardia Civil. Es una unidad especial, dependiente de la Jefatura de Unidades Especiales y de Reserva que se encarga de la gestión, explotación y mantenimiento de las aeronaves de la Benemérita. Esta unidad sirve como apoyo aéreo para el resto de unidades del cuerpo. Asimismo, dirige a las Unidades de Seguridad Aeroportuaria, prestando asesoramiento técnico a las misiones de policía administrativa aeronáutica asignadas a la Guardia Civil, en apoyo a los requerimientos de la Dirección General de Aviación Civil en las materias de su competencia.

## Historia
Los orígenes del actual Servicio Aéreo de la Guardia Civil se remontan a los estudios sobre medios y necesidades llevados a cabo por la Guardia Civil a fines de los años 60. Estos concluyeron en 1971 con la idea de la incorporación de helicópteros. En el año 1973, la Guardia Civil creó la Sección de Helicópteros, para suplir la carestía de unidades aéreas que apoyasen el trabajo de las unidades terrestres. Esta sección estaba compuesta inicialmente por 20 agentes y dos unidades del modelo MBB Bö-105. La unidad primero estuvo basada en Cuatro Vientos para después pasar a compartir acuartelamiento con las Fuerzas Aeromóviles del Ejército de Tierra, en su base de Colmenar Viejo (Madrid). Los BO-105 realizaron su primera misión real, de orden público, en Pamplona, en junio de 1973. A finales de 1973 la fuerza encargó dos unidades más de BO-105.
En el año 1978, el servicio se trasladó a la Base Aérea de Torrejón de Ardoz (Madrid), cambiando también de denominación, conociéndose como Agrupación de Helicópteros de la Guardia Civil (AHEL). En 1983 se contaba ya con 12 helicópteros BO-105 y un BK-117. Los aparatos del SAER estaban entonces preferentemente dedicados a labores de lucha contra la delincuencia y antiterrorista, servicios de búsqueda de desaparecidos, evacuación y rescate, sobre todo en montaña y mar. Organizativamente el proceso de descentralización comenzó en 1983 con la creación de la Unidad de Helicópteros de Logroño para apoyar en la lucha antiterrorista, y a lo largo de estos años ha resultado en un despliegue basado en la idea de aproximar el apoyo aéreo a las unidades y al servicio.
En 2001 se contaba con 18 BO-105 y 8 BK 117 (4 de ellos cedidos por ICONA). Otros 10 Bo-105 retirados por la FAMET se incorporarían poco después. Desde mediados de los años 90 se asignaron nuevas misiones a la unidad: labores de vigilancia medioambiental, vigilancia de zonas fronterizas terrestres y marítimas, lucha contra el narcotráfico y el tráfico ilegal de personas y mercancías. Por ello la Guardia Civil consideró la incorporación de unidades de ala fija y, eventualmente, de UAV para complementar a los helicópteros en misiones de largo alcance y duración. La creación del Servicio Marítimo en 1992 y las misiones asociadas puso todavía más de manifiesto la necesidad de dotarse de aviones de patrulla naval. A raíz de la Orden Ministerial de 6 de junio de 1997, por la que se determinaban las funciones de los órganos de la Dirección General de la Guardia Civil, la organización del SAER pasó a contar con un Grupo de Ala Fija. En 2003 se decidió que serían aviones CN-235 los que equiparían a la unidad y en 2007 se encargó la compra. Posteriormente, en 2008, el Servicio incorporó sus primeras unidades de ala fija. Con estas nuevas unidades, la Agrupación de Helicópteros pasó a denominarse Servicio Aéreo de la Guardia Civil.
El SAER se vio muy involucrado en la lucha contra el narcotráfico y tráfico ilegal de personas, especialmente los BK-117, que empezaron a trabajar conjuntamente con las patrulleras. Primero fue en el Estrecho y posteriormente extendieron sus misiones a Andalucía Oriental, Canarias y, desde 2006, a Mauritania. En 2003 se compró para cada BK-117 un sistema FLIR Carl-Zeiss Optronics LEO ll. Este equipo es controlado por un operador en la parte trasera del helicóptero y cuenta con cámara de imagen térmica y una cámara de  televisión de amplio espectro, además de un telémetro láser opcional. El FLIR es excelente para la vigilancia y patrullaje sobre el mar, ya el calor corporal de una persona puede ser fácilmente detectado en el océano. En Nuadibou se asignó permanentemente un destacamento con un helicóptero BO-105 que apoya a la patrullera de altura Río Duero. Asimismo uno de los CN-235 se asignó a la Base Aérea de Gando (Gran Canaria).
La recepción del primer EC-135 tuvo lugar a finales del año 2003, aunque solo 13 de los 31 aparatos solicitados para reemplazar a los BO-105 se han recibido. 
En 2016 se realizó la penúltima incorporación, cuatro helicópteros AS-365N3 Dauphine fueron cedidos por el Ministerio de Agricultura y Pesca. Los nuevos helicópteros están dedicados principalmente en labores de vigilancia marítima. 
En 2017 se encargó un King Air-350 de segunda mano pero modificado para adaptarlo a las necesidades de la Guardia Civil. Incorporado en 2020 cuenta con radio, cámara optrónica electroóptica y radares meteorológico y de búsqueda marítima para llevar a cabo misiones de vigilancia marítima y rescate.
El servicio cuenta actualmente con 40 helicópteros de cuatro tipos (11 BO-105, 6 BK-117, 19 EC-135, 4 AS-365), dos aviones de vigilancia marítima CN-235 y un King Air. La plantilla es de unas 350 personas. Actualmente se busca terminar de reemplazar a los BO-105, con unos 35 años de antigüedad, y equiparse con un nuevo helicóptero medio que reemplace a los BK-117 en vigilancia marítima. En 2021 se firmó un contrato conjunto entre los Ministerios de Interior y Defensa para la adquisición de 36 Airbus H135, de los cuales 9 corresponden a la Guardia Civil. Además se plantea la compra de al menos 4 H160. 

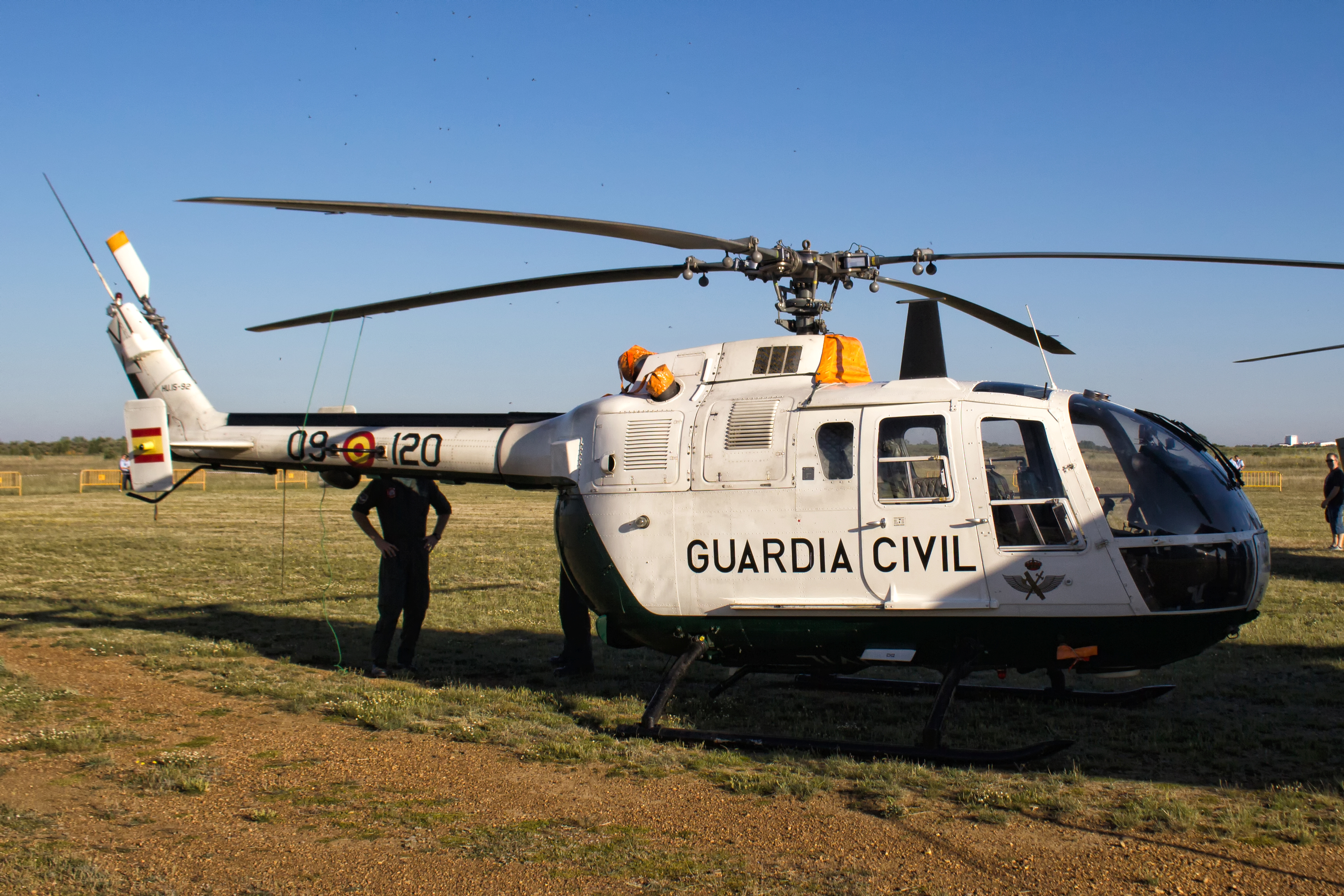
BO-105 del Servicio Aéreo de la Guardia Civil

Se está trabajando en mejorar las capacidades de vuelo nocturno con la adquisición de material, gafas de visión nocturna y cámaras de infrarrojos. El Servicio Aéreo de la Guardia Civil lidera actualmente la adquisición, la operación y la experiencia en aeronaves no tripuladas (RPAS). La Guardia Civil utiliza los RPAS en operativos para el control de fronteras marítimas, para la regulación y supervisión del tráfico, la lucha contra el tráfico de drogas, las actuaciones del Servicio de Protección de la Naturaleza (SEPRONA), así como en misiones de alto riesgo como son las operaciones de rescate de personas, la lucha contraterrorista o la desactivación de explosivos.

## Organización

### Organización a nivel Central
- Plana Mayor
- Sección de Seguridad de Vuelo

- Agrupación de Vuelo:
  - Grupo de Helicópteros (GRUHEL)
  - Grupo de Aviones (GRUPAV)
  - Grupo de RPAS (GRURPAS)

- Grupo de Material (GRUMAT)

- Centro de Adiestramiento y Estandarización Aérea (CAESA)

La Base Aérea de Torrejón de Ardoz acomoda entre la base principal desde 1978. Allí el Servicio Aéreo dispone de amplias instalaciones ubicadas en la zona norte de la base, con hangares, oficinas y plataforma.

### Organización a nivel territorial
- Sectores Aéreos: Noroeste, Sur, Levante, Nordeste y Canarias.
- Unidades Aéreas (UA)
- Destacamentos eventuales

Las Unidades Aéreas realizan acciones de observación, vigilancia y transporte. Existen 14 unidades aéreas desplegadas en Lugo de Llanera, La Virgen del Camino, Culleredo, Logroño, Monflorite, Palma de Mallorca, Manises, Murcia, Granada, Málaga, Sevilla, Rota, Santa Cruz de Tenerife y Fuerteventura. Uno de los objetivos del Servicio Aéreo es disponer de la suficiente cantidad de bases y helicópteros para que cualquier punto del territorio español no este más allá de los 30 minutos de vuelo desde una de dichas bases.
- UA de Tenerife 	 Los Rodeos, (Santa Cruz de Tenerife).[14]
- UA de Fuerteventura 	 Fuerteventura (Las Palmas).[15][16]
- UA de Sevilla 	 Sevilla.[17]
- UA de Málaga 	 Málaga.[18]
- UA de Rota 	 Rota (Cádiz)
- UA de Granada 	 Granada.[19]
- UA de Valencia 	 Valencia.[20]
- UA de Mallorca 	 Palma de Mallorca (Baleares).[21]
- UA de Murcia 	 Murcia.[22]
- UA de Huesca 	 Monflorite, (Huesca).[23]
- UA de Vitoria 	 Logroño (La Rioja).[24]
- UA de León 	 La Virgen del Camino (León).[25]
- UA de Asturias 	 Lugo de Llanera (Asturias)[26]
- UA de La Coruña 	 Culleredo (La Coruña)[27]

Destacamentos eventuales: por ejemplo se asigna un aparato a la base en Benasque (Huesca) durante los meses de julio y agosto. Desde el año 2008 existe un destacamento eventual permanente de un helicóptero en Mauritania trabajando en coordinación con el gobierno de ese país. También se realizan posicionamientos de aviones en Kalamata (Grecia), en apoyo de la operación Frontex. Además, hay un destacamento eventual de refuerzo en Melilla para apoyo del control de la frontera. Entre las principales funciones está la patrulla costera y las misiones de búsqueda y rescate en el mar, por ello muchas de las bases de helicópteros están situados cerca de la costa. Los helicópteros dedicados a estas misiones están equipados con equipo médico, cabrestante y dispositivos de flotación de emergencia. En cambio el BO-105 se ha destinado normalmente a zonas montañosas ya que es el preferido para el rescate de montaña debido a su velocidad y agilidad, y que al ser biturbina es ideal para volar a gran altitud. Algunas UA se han especializado. Así la UA de Vitoria de la base de Logroño (La Rioja) coopera frecuentemente con el Grupo de Acción Rápida (GAR) y la Unidad de Acción Rural (UAR). La UHEL 41 de Huesca se ha convertido en una especialista en el rescate en Montaña.

## Unidades en servicio

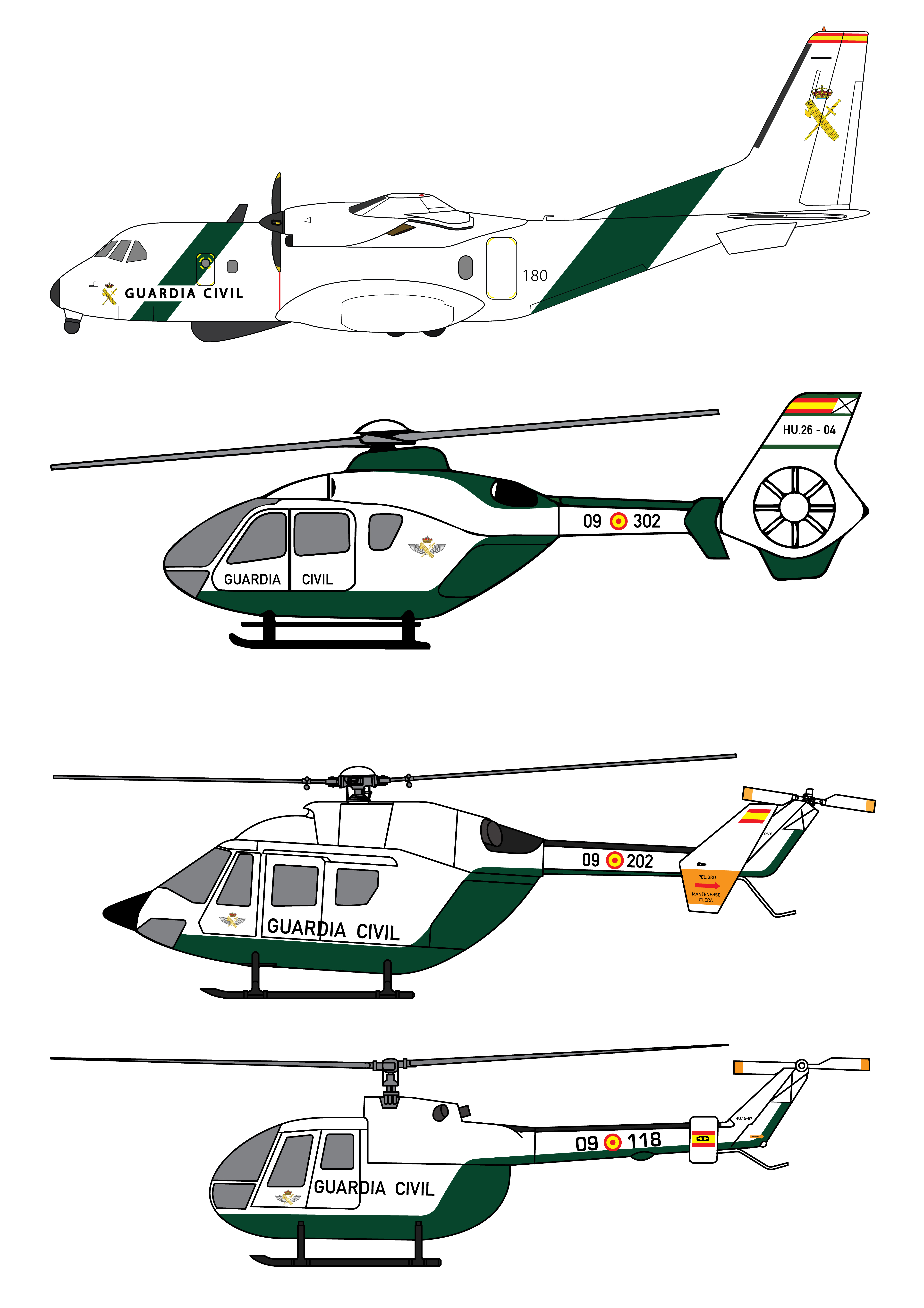
Aeronaves en servicio con el Servicio Aéreo de la Guardia Civil

El Servicio Aéreo dispone de un total de 3 aviones y 29 helicópteros en servicio.
| Aeronaves                | Origen           | Tipo                      | Versión           | En servicio |         |         |
| Aviones                  | Aviones          | Aviones                   | Aviones           | Aviones     | Aviones | Aviones |
| ------------------------ | ---------------- | ------------------------- | ----------------- | ----------- | ------- | ------- |
| CASA CN-235              | España           | Patrulla Marítima         | CN-235MPA         | 2           |         |         |
| Super King Air           | Estados Unidos   | Patrulla Marítima         | King Air 350i     | 1           |         |         |
| Helicópteros             |                  |                           |                   |             |         |         |
| MBB Bö-105               | Alemania         | Helicóptero de transporte | Bö-105CB          | 2           |         |         |
| MBB/Kawasaki BK 117      | Alemania / Japón | Helicóptero de transporte | BK 117            | 1           |         |         |
| Eurocopter EC135         | Unión Europea    | Helicóptero de transporte | EC135P-2+, H135P3 | 13          |         |         |
| Airbus Helicopters H135  | Unión Europea    | Helicóptero de transporte | H135P3H           | 9           |         |         |
| Eurocopter AS365 Dauphin | Unión Europea    | Helicóptero de transporte | AS365 N3          | 4           |         |         |

Cada avión recibe un numeral. La numeración original de HGC y número fue cambiada. Ahora los dos primeros dígitos identifican al SAER. Los tres siguientes pertenecen a la serie indicada a cada tipo de aeronave. El nombre para llamada radio es Cuco seguido del número de serie asignado. Así Cuco-501 es la llamada radio para el CN-235 con numeral 09-501. Estas son las series:
- Serie 09-100: helicópteros BO-105. Los BO-105 han sido operados también por el Ejército de Tierra y es también operado por la Policía Nacional.[39]
- Serie 09-200: helicópteros BK-117
- Serie 09-300: helicópteros EC-135. Los EC-135 son también operados por el Ejército de Tierra, Policía Nacional y Dirección General de Tráfico. El EC-135 es fabricado en la factoría de Eurocopter en Albacete.[40][41]
- Serie 09-400: helicópteros AS-365.[42]
- Serie 09-500: aviones CN-235MPA VIGMA.
- Serie 09-600: Beechcraft King air 350i.

Además las aeronaves también tienen matrícula militar. Así los CN-235 son los aviones T19B-21 y T19B-22, al ser T19B la denominación del CN-235MP. 

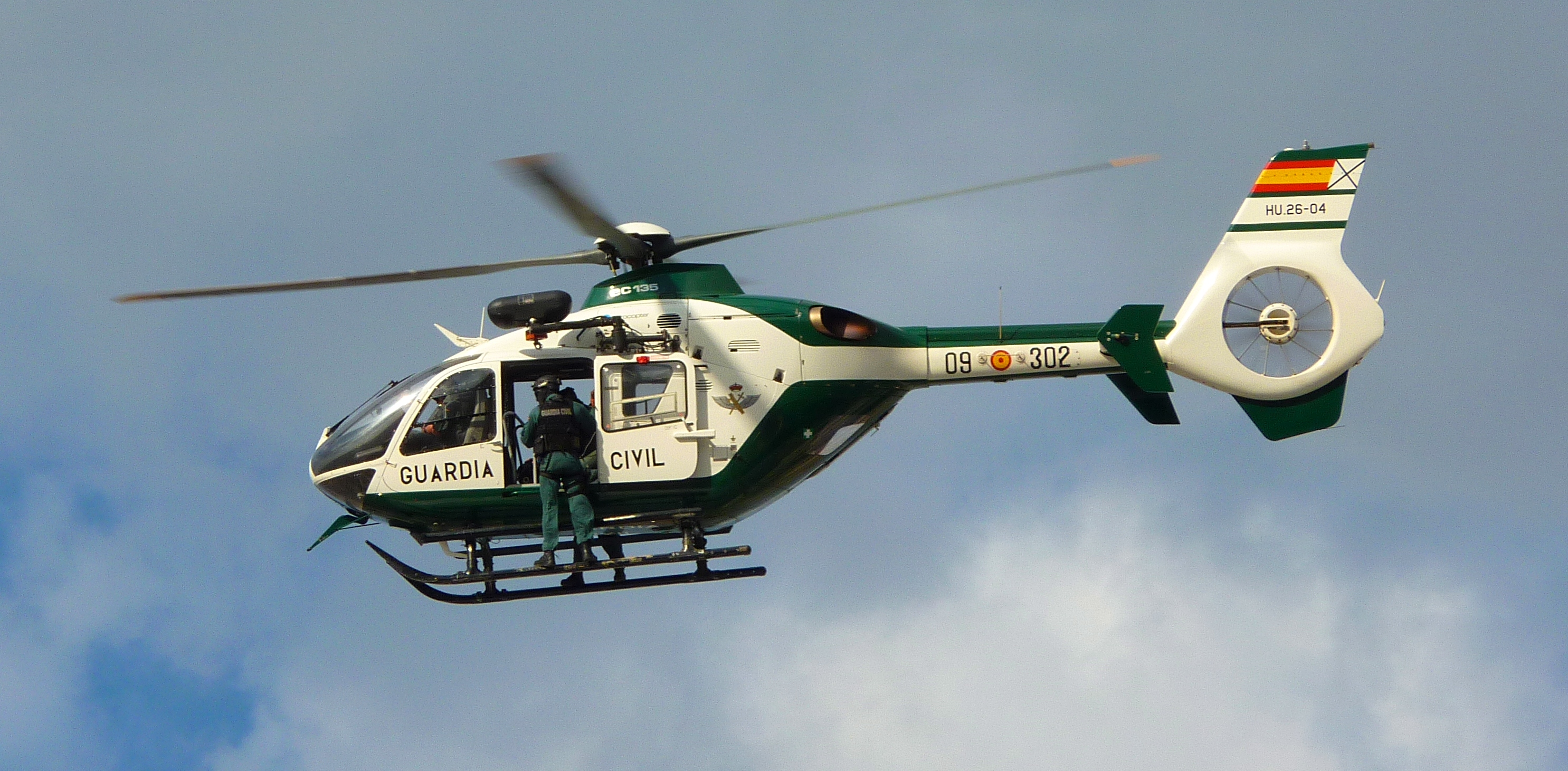
Eurocopter EC135P-2+.
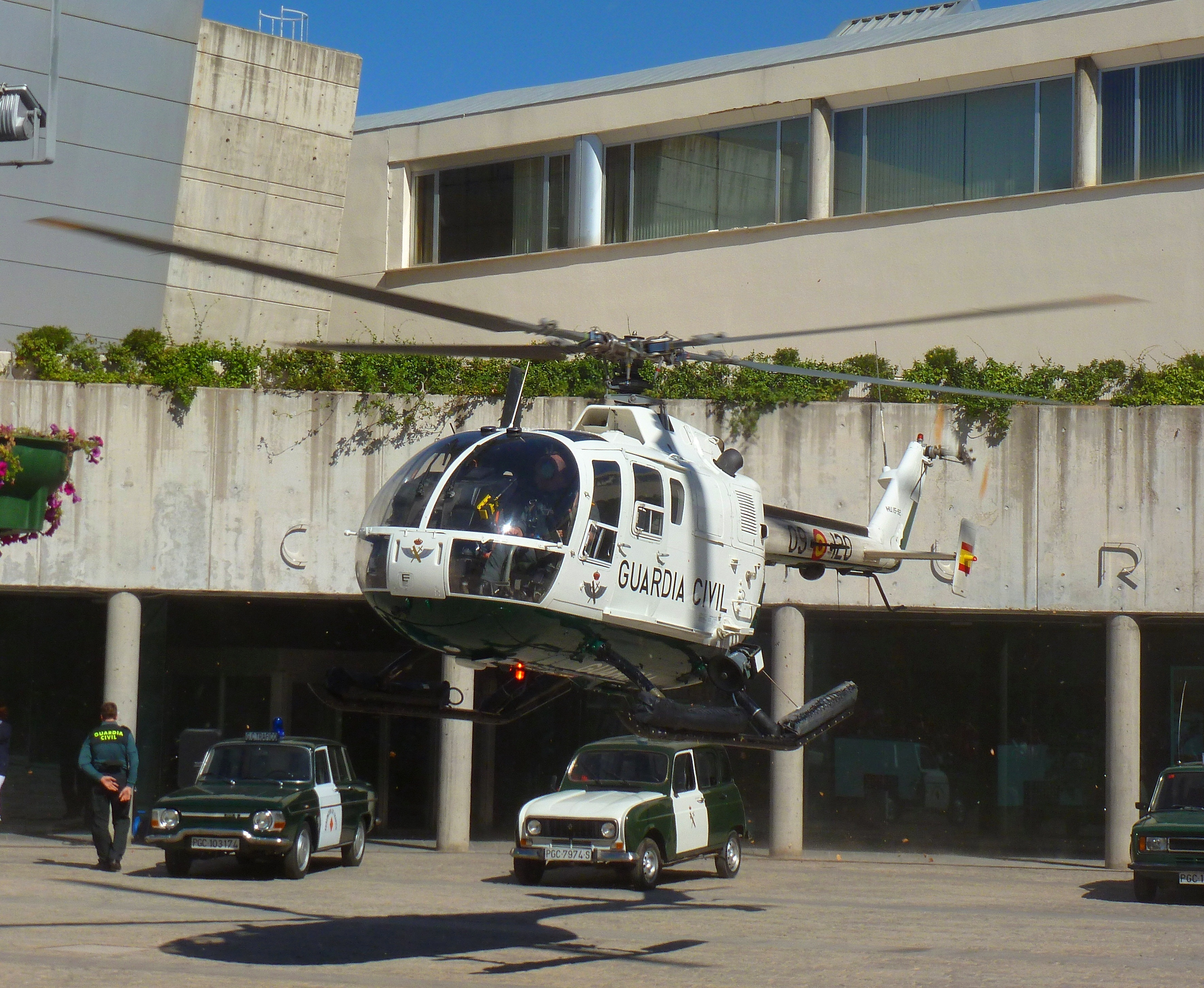
MBB Bö-105CBS.
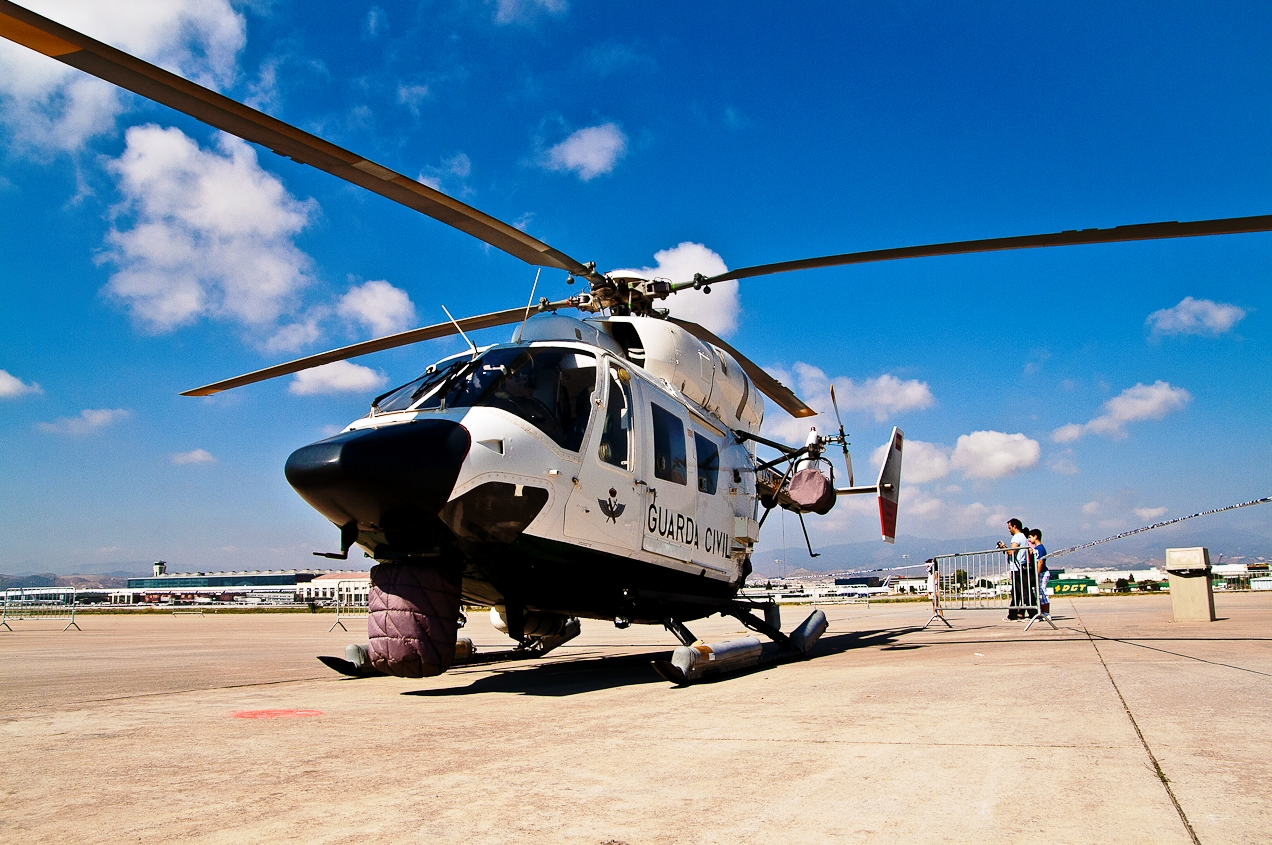
MBB/Kawasaki BK 117.
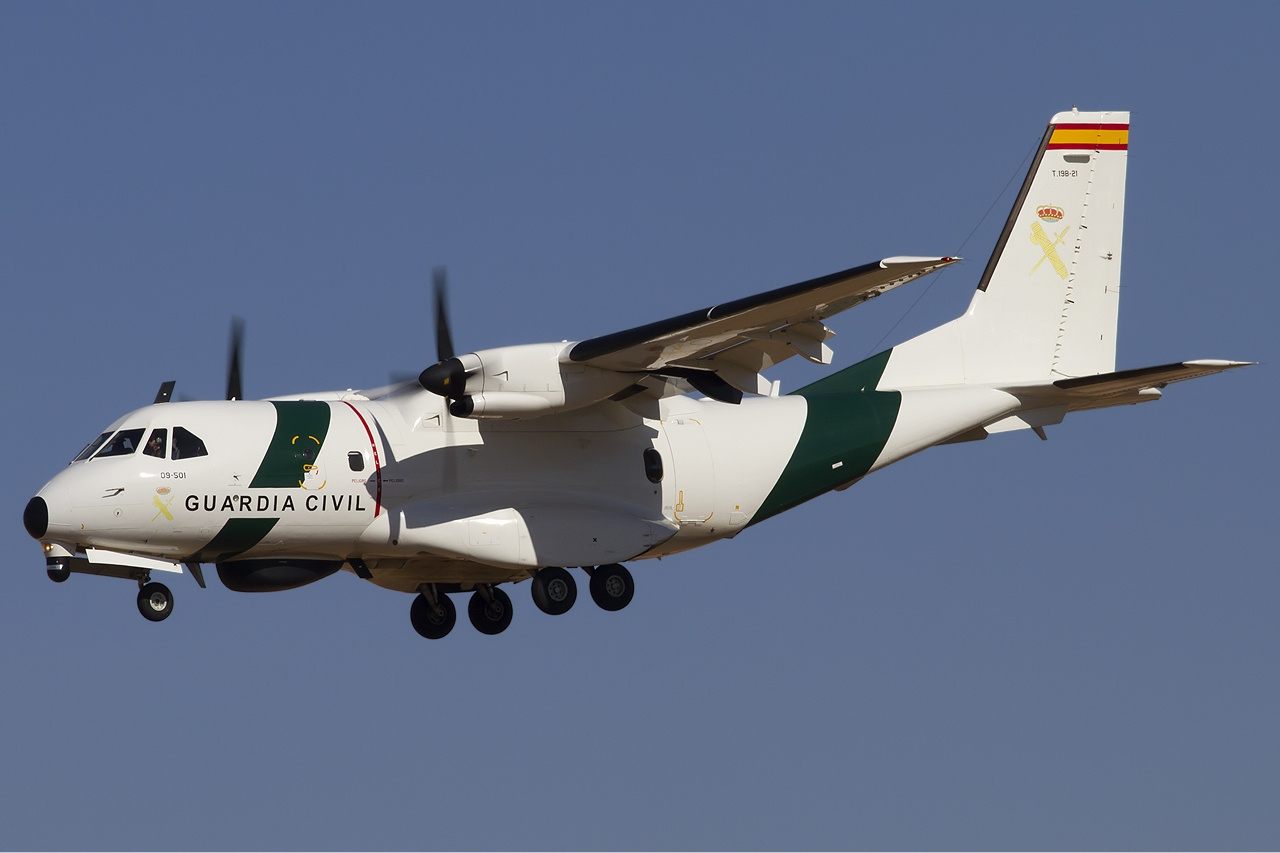
CASA CN-235.